# Лопухін Петро Федорович
Петро́ Фе́дорович Лопухі́н (нар.30 грудня 1805 — пом.1869) — поміщик, представник роду Лопухіних.

## Родина
Указом Правлячого Сенату від 13 серпня 1851 внесений з дітьми до дворянського родоводу Київської губернії. В поколінному розписі Лопухіних записаний під № 297.
Батько Федір Адріанович Лопухін (нар.28 червня 1768 — пом.8 вересня 1811) Бригадир. Пізніше дійсний статський радник. Похований у родовому склепі Лопухіних в Спасо-Андроніковому монастирі.
Мати Дарія Миколаївна Павлова (нар.5 лютого 1777 — пом.13 березня 1830), донька Катерини Петрівни Павлової, до шлюбу Висоцької, небога Миколи Петровича Висоцького та княгині Варвари Василівни Голіциної (до шлюбу Енгельгардт). Після смерті чоловіка майже у 50-річному віці одружилася з вчителем своїх дітей Оперманом та принесла йому в посаг 14000 душ.
Брат — Лопухін Адріан Федорович (1805–1872).

## Життєпис
18 березня 1822 року вступає на військову службу юнкером Харківського уланського полку. 18 вересня 1822 року отримує тут звання корнета, а 26 березня 1826 року — звання поручика. 10 червня 1828 року переведений в 2-й Український (в 1840 році вже мав назву Новоархангельського) уланський полк на посаду ад'ютанта командира 3-го резервного Поселенського кавалерійського полку генерал-лейтенанта графа Вітта. 6 грудня1830 переведений в Лейб-гвардії кінно-єгерський полк (в 1840 році Лейб-гвардії драгунський полк) на ту ж посаду. 2 квітня 1831 року у складі полку переходить кордон Королівства Польського для придушення повстання за відновлення Республіки Обох Народів, де бере участь наступного дня у битві біля фортеці Замостя, 4 квітня — біля села Бабин, 5 квітня — біля села Вронів, 6 квітня — біля Казимира. Після цього до 26 квітня бере участь у блокуванні фортеці Замостя. 27 квітня та 28 квітня бере участь в боях біля міст Кам'янка та Любартів, а наступного дня — біля міста Ленчна. З 30 квітня бере участь в переслідуванні супротивника до фортеці Замостя та села Старий Замость, після чого до Любліна. З 24 травня бере участь в облозі Любліна та переслідуванні повстанців до Литви. 27 травня 1831 року призначений ад'ютантом 2-го Піхотного корпусу генерала від кавалерії барона Крейца. 18 червня 1831 року бере участь в переправі через річку Вілію поблизу міста Янова. 20 червня бере участь у розбитті повстанців. 22 червня та 23 червня бере участь в битві біля міста Ейрагола. Наступного дня — у захопленні міста Расейняй. 25 червня бере участь в захопленні укріплень біля міста Цитов'яни, а наступного дня — в захопленні ар'єргарда повстанців під містом Шяуляй. З 27 червня по 2 липня бере участь в переслідуванні повстанців до прусського кордону. 2 липня 1831 року бере участь в звитяжній перемозі біля села Гарданче і в наступному переслідуванні повстанців до міста Нове-Място-Любавське і наступного дня у вигнанні повстанців до Пруссії. 12 серпня 1831 року за звитягу в боях отримує чин штабс-капітана. 26 квітня1832 року повертається з фронту і 12 червня1832 виходить у відставку. З 22 листопада 1835 року по 20 жовтня 1838 року обіймає посаду голови Чигиринського повітового дворянства. З 31 липня 1836 року — почесний наглядач Златопільського повітового дворянського училища.

## Сім'я
Дружина — баронеса Марія Євстафіївна Удом (в 1840 році вже не було в живих), донька генерала Євстафія Євстафійовича Удома, сестра Ілії Євстафіївни.
Син — Микола Петрович(пом.1913). Дружина Наталка Іванівна Орлова. У 1858 році володів Андріївкою та Виноградівкою.
Донька — Анна Петрівна Лопухіна (Ісакова), (пом.17 жовтня 1910 Царське село).

## Володіння
Петро Лопухін та його рідний брат Адріан спільно володіли понад 30 тис. десятин землі з 9000 душ чоловічої статі в Чигиринському повіті та Звенигородському повіті Київської губернії. Землі Лопухіним дістались щонайменше лише на початку 1848 року завдяки їх одруженню на доньках Марії та Ілії барона Удома, як власника земель після смерті генерала Висоцького в лютому 1833 року.
Міста та села, якими володіли брати:
- Златопіль
- Андріївка
- Виноградівка
- Турія
- Листопадове
- Журавка
- Лебедин
- Капітанівка
- Тишківка
- Буда-Макіївка
- Краснянка (зараз — частина сіл Листопадове та Турія)
- Микитівка
- Кам'януватка
- Кароліна (зараз — частина села Йосипівка)
- Кошарка
- Розлива

Після смерті обох братів над Златопільським маєтком була встановлена опіка доньки та сина старшого брата, які й розділили між собою землі.

## Меценатство
У Златополі брати Лопухіни побудували свою резиденцію, приміщення якої у 1836 році пожертвували повітовому дворянського училищу. Першими учнями училища стали вихованці чоловічого приватного пансіону Людвіга Віллєті. 5 березня 1885 року училище вже зі статусом прогімназії буде перетворене на Златопільську повну чоловічу класичну гімназію, під будівництво нового корпусу якого Лопухіни додатково пожертвують частину своєї землі.
У 1846 році у селі Лебедин, неподалік від Златополя, 41-річний Петро Лопухін разом з 23-річним єврейським підприємцем Ізраїлем Бродським заснували цукрорафінадний завод. Вісім років вони керували заводом удвох, допоки через 8 років у 1854 виробництво не перейшло у повну власність Бродського.

## Нагороди
- Орден Святої Анни 3-го ступеня 31 жовтня 1831 року за звитягу в боях;
- Орден Святого Володимира 4-го ступеня з бантом 29 квітня 1832 року за звитягу в боях;
- Знак відзнаки військової доблесті 4-го ступеня 29 квітня 1832 року за звитягу в боях;
- Орден Святого Станіслава 2-го ступеня 30 жовтня 1839 року за меценатство.